# Ann Sheridan
Pour les articles homonymes, voir Sheridan.
Ann Sheridan (de son vrai nom Clara Lou Sheridan) est une actrice et productrice américaine née le 21 février 1915 à Denton, Texas (États-Unis) et morte le 21 janvier 1967 à Los Angeles (Californie).

## Biographie

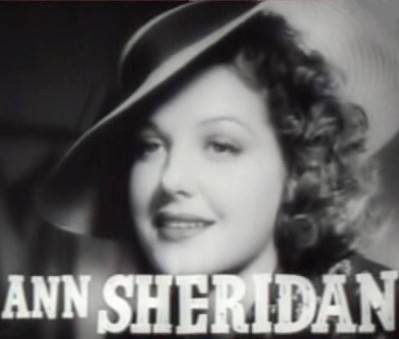
À l’affiche dans Cowboy from Brooklyn.

Ann Sheridan est encore étudiante à l’Université de North Texas lorsque sa sœur envoie une photo d'elle aux studios Paramount Pictures. Elle est alors invitée à participer à un concours de beauté, la lauréate ayant droit à un rôle de figuration dans un film.
C’est ainsi qu'elle fait ses débuts à l'écran en 1934, à 19 ans, dans un film intitulé L'École de la beauté (Search for Beauty) avec Buster Crabbe. Elle décide d'abandonner ses études pour se consacrer au cinéma et joue des rôles de figurantes (non crédités au générique) jusqu'en 1936. Les studios Paramount mettant peu d’enthousiasme à valoriser la jeune actrice, elle signe un contrat avec Warner Bros., et adopte un nom de scène : Ann Sheridan.
Sa beauté la rend bientôt célèbre. Surnommée The Oomph Girl (« la fille qui a du peps »), elle est l’une des pin-ups les plus célèbres du début des années 1940 : en l’espace d'une semaine, elle reçoit 250 demandes en mariage. Kathryn Heisenfelt en fait l'héroïne d'un roman de gare, Ann Sheridan and the Sign of the Sphinx (1943).
Ses premiers rôles les plus célèbres sont dans Les Anges aux figures sales (1938) avec James Cagney et Humphrey Bogart, Les Conquérants (1939) avec Errol Flynn et Olivia de Havilland, Torrid Zone (1940) avec Cagney, Une femme dangereuse (1940) avec George Raft et Bogart, L'Homme qui vint dîner (1942) avec Bette Davis, et Crimes sans châtiment (1942) avec Ronald Reagan, Robert Cummings et Betty Field. Excellente chanteuse, Ann tourne également plusieurs comédies musicales, notamment It All Came True (1940) et Navy Blues (1941). Son jeu dans Nora Prentiss et The Unfaithful, deux films sortis en 1947, marque son époque.
Pourtant, à la fin des années 1940, sa carrière décline. Si Allez coucher ailleurs!, de Howard Hawks (1949), où elle partage l'affiche avec Cary Grant, est encore un succès, elle ne trouve plus désormais que de petits rôles. Elle entame alors une seconde carrière à la télévision. En 1950, on la retrouve dans un show télévisé d'ABC, Stop the Music, puis au milieu des années 1960, dans un soap opera de NBC intitulé Another World, et un feuilleton de western, Pistols 'n' Petticoats (1966). C'est son dernier rôle : elle meurt d'un cancer de l'œsophage et du foie à Los Angeles (Californie) l'année suivante. Le tournage du feuilleton est interrompu avant qu'elle ne meure, mais certains épisodes ont été diffusés par la suite. Dans au moins l'un de ces épisodes, sa voix est doublée.
Elle s'adonnait à la cigarette depuis des années et James Cagney affirme dans son autobiographie que lorsqu'elle apprit son cancer, elle était déjà perdue (« she didn't have a chance »). Elle est incinérée et ses cendres sont déposées au Chapel of the Pines Crematory de Los Angeles, puis au Hollywood Forever Cemetery en 2005.
Ann Sheridan s'est mariée trois fois. Son mariage avec l'acteur George Brent, son partenaire dans Honeymoon for Three (1941), n'a duré qu'un an.
En reconnaissance de sa place dans le cinéma américain, elle a son étoile sur le Walk Of Fame, au no 7024 de Hollywood Boulevard.

## Filmographie
cinéma

### Années 1930
- 1934 : L'École de la beauté (Search for Beauty) d'Erle C. Kenton : Texas Beauty Winner
- 1934 : Bolero de Wesley Ruggles : Bit Part
- 1934 : Come on Marines de Henry Hathaway : Loretta
- 1934 : Rythmes d'amour (Murder at the Vanities) de Mitchell Leisen : Lou
- 1934 : Shoot the Works (en) de Wesley Ruggles : Secrétaire (non créditée)
- 1934 : Kiss and Make-Up de Harlan Thompson : Beautician
- 1934 : The Notorious Sophie Lang de Ralph Murphy : Extra
- 1934 : Ladies Should Listen de Frank Tuttle : Adele
- 1934 : You Belong to Me d'Alfred L. Werker : First Girl
- 1934 : Wagon Wheels (en) de Charles Barton : Young Lady
- 1934 : The Lemon Drop Kid : Bit Role
- 1934 : Mrs. Wiggs of the Cabbage Patch de Norman Taurog : Bit Part
- 1934 : College Rhythm de Norman Taurog : Gloves Salesgirl
- 1934 : Ready for Love (en) de Marion Gering
- 1934 : Star Night at the Cocoanut Grove : Model, Sands of the Desert
- 1934 : La Métisse (Behold My Wife), de Mitchell Leisen : Mary White
- 1934 : Mystères de Londres (Limehouse Blues) : Bit Part
- 1934 : One Hour Late : Girl
- 1935 : Enter Madame d'Elliott Nugent : Bit Part
- 1935 : Home on the Range d'Arthur Jacobson : chanteuse
- 1935 : La Dernière Rumba (Rumba) de Marion Gering : Danseuse
- 1935 : L'Infernale Poursuite (Car 99) de Charles Barton : Mary Adams
- 1935 : Rocky Mountain Mystery (en) de Charles Barton : Rita Ballard
- 1935 : Mississippi d'Edward Sutherland : Schoolgirl
- 1935 : The Red Blood of Courage : Beth Henry
- 1935 : La Clé de verre (The Glass Key) de Frank Tuttle : Nurse
- 1935 : Les Croisades (The Crusades) de Cecil B. DeMille : Christian Slave Girl
- 1935 : Fighting Youth d'Hamilton MacFadden : Carol Arlington
- 1937 : La Légion noire (Black Legion) d'Archie Mayo : Betty Grogan
- 1937 : Septième District : Judy Nolan
- 1937 : La Révolte (San Quentin)
- 1937 : Wine, Women and Horses de Louis King : Valerie
- 1937 : The Footloose Heiress : Kay Allyn
- 1937 : L'Île du diable (Alcatraz Island), de William C. McGann : Flo Allen
- 1937 : She Loved a Fireman : Margie Shannon
- 1938 : The Patient in Room 18 : Nurse Sara Keate
- 1938 : Mystery House : Nurse Sarah Keate
- 1938 : Little Miss Thoroughbred de John Farrow : Madge Perry Morgan
- 1938 : Joyeux Compères (Cowboy from Brooklyn) de Lloyd Bacon : Maxine Chadwick
- 1938 : Letter of Introduction (en) de John M. Stahl : Lydia Hoyt
- 1938 : Broadway Musketeers de John Farrow : Fay Reynolds Dowling
- 1938 : Les Anges aux figures sales (Angels with Dirty Faces) de Michael Curtiz : Laury Ferguson
- 1939 : Je suis un criminel (They Made Me a Criminal) de Busby Berkeley : Goldie West
- 1939 : Les Conquérants (Dodge City) de Michael Curtiz : Ruby Gilman
- 1939 : Fausses Notes (Naughty But Nice) de Ray Enright : Zelda Manion
- 1939 : Le Vainqueur (Indianapolis Speedway) : Frankie Merrick
- 1939 : Reine d'un jour (Winter Carnival) de Charles Reisner : Jill Baxter
- 1939 : The Angels Wash Their Faces : Joy Ryan

### Années 1940
- 1940 : Castle on the Hudson d'Anatole Litvak : Kay Manners
- 1940 : Rendez-vous à minuit (It All Came True) de Lewis Seiler : Sarah Jane Ryan aka Sal
- 1940 : Torrid Zone de William Keighley : Lee Donley
- 1940 : Une femme dangereuse (They Drive by Night) de Raoul Walsh : Cassie Hartley
- 1940 : Ville conquise (City for Conquest) d'Anatole Litvak : Peggy 'Peg' Nash
- 1941 : Honeymoon for Three : Anne Rogers
- 1941 : Navy Blues de Lloyd Bacon : Marge 'Margie' Jordan
- 1942 : L'Homme qui vint dîner (The man who came to dinner) de William Keighley : Lorraine Sheldon
- 1942 : Crimes sans châtiment (Kings Row) de Sam Wood : Randy Monaghan
- 1942 : Danseuse de cabaret (Juke Girl) de Curtis Bernhardt : Lola Mears
- 1942 : Wings for the Eagle de Lloyd Bacon : Roma Maple
- 1942 : La Maison de mes rêves (George Washington Slept Here) de William Keighley : Connie Fuller
- 1943 : L'Ange des ténèbres (Edge of Darkness) de Lewis Milestone : Karen Stensgard
- 1943 : Remerciez votre bonne étoile (Thank your lucky stars) de David Butler : Elle-même
- 1944 : L'Amour est une mélodie (Shine on Harvest Moon) de David Butler : Nora Bayes
- 1944 : The Doughgirls de James V. Kern : Edna Stokes Cadman
- 1946 : One More Tomorrow de Peter Godfrey : Christie Sage
- 1947 : L'Amant sans visage (Nora Prentiss) de Vincent Sherman : Nora Prentiss
- 1947 : L'Infidèle (The Unfaithful) de Vincent Sherman : Chris Hunter
- 1948 : Le Trésor de la Sierra Madre (The Treasure of the Sierra Madre) de John Huston : Streetwalker
- 1948 : La Rivière d'argent (Silver River) de Raoul Walsh : Georgia Moore
- 1948 : Ce bon vieux Sam (Good Sam) de Leo McCarey : Lucille 'Lu' Clayton
- 1949 : Allez coucher ailleurs (I Was a Male War Bride) de Howard Hawks : Lt. Catherine Gates

### Années 1950
- 1950 : Stella de Claude Binyon : Stella Bevans
- 1950 : Dans l'ombre de San Francisco (Woman on the Run) de Norman Foster : Eleanor Johnson
- 1952 : Ville d'acier (Steel Town) de George Sherman : 'Red' McNamara
- 1952 : Just Across the Street de Joseph Pevney : Henrietta Smith
- 1953 : Take Me to Town de Douglas Sirk : Vermilion O'Toole aka Mae Madison
- 1953 : Les Révoltés de la Claire-Louise (Appointment in Honduras) de Jacques Tourneur : Sylvia Sheppard
- 1956 : Celui qu'on n'attendait plus (Come Next Spring) de R. G. Springsteen : Bess Ballot
- 1956 : Sneak Preview (série TV)
- 1956 : Calling Terry Conway (TV) : Terry Conway
- 1956 : The Opposite Sex de David Miller : Amanda Penrose
- 1957 : Woman and the Hunter (en) de George Breakston : Laura Dodds

Télévision
- 1964 : Another World (série TV) : Kathryn Corning (1965-1966)

comme productrice
- 1950 : Dans l'ombre de San Francisco (Woman on the Run)